# Cryptolepis javanica
Cryptolepis javanica là một loài thực vật có hoa trong họ La bố ma. Loài này được (Blume) Blume mô tả khoa học đầu tiên năm 1850.